# Таня Бойчук
Таня Лариса Бойчук (англ. Tanya Laryssa Boychuk) — канадська футболістка українського походження.

## Раннє життя
Бойчук народилася в Канаді в родині українського походження.
Почала грати в футбол у лізі McLeod Community, коли їй було чотири роки. Також Таня грала в місцевих командах: Едмонтон Екстрім, Інтернаціонале Едмонтон та ФК Едмонтон РЕКС. Пізніше вона приєдналася до програми Ванкувер Вайткепс РЕКС.
Окрім футболу Бойчук займалася стрибками у воду. У стрибках у воду вона виграла бронзову медаль у складі збірної Канади на Юніорських Панамериканських іграх 2015 року у стрибках на 1 метр та бронзову медаль на Юніорських Панамериканських іграх 2015 року у синхронних стрибках у воду на 3 метри разом зі своєю  партнеркою Єленою Дік. 
Бойчук одночасно заявили на літні ігри Канади 2017 року в команди Альберти як з футболу, так і зі стрибків у воду, тому дівчині прийшлося робити вибір і вона вирішила брати участь у футбольних змаганнях. 
У 2018 році Бойчук почала відвідувати університет Мемфіса, де грала за університетську жіночу футбольну команду «Мемфіс Тайгерс». 20 вересня 2018 року вона забила свій перший  гол у переможному матчі проти «Цинциннаті Беаркетс».

## Клубна кар'єра
У 2019 році Бойчук у складі «Калгарі Футхілз» розпочала виступи в об'єднаній професійній жіночій лізі. Наприкінці сезону її включили до третьої команди All-UWS.  У 2021 році вона грала за «Сент-Альберт Імпакт».
У квітні 2023 року Таня Бойчук підписала контракт з європейським клубом «Троттур» з ісландської ліги Besta deild kvenna. 
У 2024 році Бойчук доєдналася до жіночої команди «Віттше ГІК» зі шведського Damallsvenskan.  У тому ж році клуб оголосив про майбутній продаж гравчині.
У 2025 році Бойчук підписала контракт з «Монреаль Роузес» напередодні першого в історії сезону Північної Суперліги. 19 квітня 2025 року вона забила перший гол в історії цього клубу, відзначившись вже на другій хвилині гри у ворота «Торонто» в дебютному матчі команди. 

## Кар'єра в збірних Канади та України
У лютому 2017 року Таня Бойчук дебютувала в програмі Canada Soccer, відвідавши табір зі збірною Канадои U20. В липні 2017 року її викликали до збірної U20 на турнір трьох націй в Австралії. Пізніше вона виклакалась на чемпіонат КОНКАКАФ серед жінок U-20 2018 року та на чемпіонат КОНКАКАФ серед жінок U-20 2020 року. Таня Бойчук забила 5 голів у 8 матчах обох турнірів.
Її також викликали до збірної Канади U18 у липні 2019 року на пару товариських матчів проти Англії U18.  У 2020 році вона була номінована на нагороду Канадського футбольного клубу «Молодий гравець року». 
У лютому 2022 року Таня Бойчук вперше отримала виклик до національної збірної Канади на Кубок Арнольда Кларка-2022.   
У червні 2025 року Таня Бойчук вперше отримала офіційний виклик в жіночу збірну України.   Вона взяла участь в тренувальному таборі збірної України з 24-27 червня 2025 р. в Польщі. 